# Ortografia d'Oxford
S'anomena ortografia d'Oxford a l'ortografia utilitzada en la redacció de l'Oxford English Dictionary (OED) i altres diccionaris d'idioma anglès basats en l'Oxford English Dictionary, com ara, el Concise Oxford English Dictionary, i en revistes acadèmiques i llibres de text publicats per Oxford University Press. En els documents digitals, l'ús de l'ortografia d'Oxford es pot indicar amb l'etiqueta d'idioma en-GB-DEO.

## Característiques
L'ortografia d'Oxford poden ser reconeguda per utilitzar l'ortografia britànica en combinació amb el sufix -ize en lloc del sufix -ise. Per exemple, s'utilitzen les paraules, organization, privatize i recognizable en lloc de organisation, privatise i recognisable. En les últimes dècades, el sufix -ise s'ha convertit en l'ortografia habitual al Regne Unit. Encara que moltes persones es refereixen incorrectament a -ize com un americanisme, la formació -ize ha estat en ús en l'idioma anglès a partir del segle xvi. L'ús de -ize en lloc de -ise no afecta l'ortografia de les paraules que acaben en -at i, que s'escriuen analyse, paralyse i catalyse, que provenen del verb grec λύω, lyo, i no d'un verb -izo.
L'anglès britànic que utilitza -ize se'l coneix com a ortografia d'Oxford, i és la utilitzada en les publicacions d'Oxford University Press, en particular de l'Oxford English Dictionary, així com altres fonts britàniques rellevants. L''Oxford English Dictionary presenta la forma -ise per separat, com una ortografia utilitzada sovint.
En l'Oxford English Dictionary, l'opció d'utilitzar -ize en lloc de -ise s'explica de la següent manera:
"[E]n francès modern el sufix s'ha convertit en -iser, igual que en les paraules amb arrels gregues, com ara baptiser, évangéliser, organiser i les formades a partir del llatí, com ara civiliser, cicatriser, humaniser. Per tant, alguns han utilitzat l'ortografia -ise en anglès com en francès, per a totes les paraules, i alguns prefereixen la formació -ise en paraules formades en francès o anglès a partir d'elements del llatí, mantenint -ize per a aquelles de composició grega. Però el sufix pròpiament dit, sense importar l'element al qual s'agrega, és d'origen del grec -ιζειν, i del llatí -izāre i, com la pronunciació és amb z, no hi ha raó perquè en anglès hagi de ser incorporada l'ortografia especial del francès, contràriament al que és apropiat etimològicament i fonèticament. En aquest diccionari la terminació és escrita uniformement com a -ize. (En el grec -ιζ-, la i és curta, com en llatí, però la consonant doble z (= dz, ts) fa de síl·laba llarga, quan la z és una consonant simple, (-idz), es transforma en īz, i en anglès (-aɪz).)

## Ús
Actualment, els principals diaris i revistes del Regne Unit utilitzen la forma -ise. The Times va utilitzar -ize fins a principis de la dècada del 1990, quan va decidir canviar a l'ortografia -ise. The Times Literary Supplement, la més influent revista literària de la Gran Bretanya, ha continuat utilitzant l'ortografia d'Oxford. L'ortografia d'Oxford també és utilitzada en publicacions acadèmiques, com per exemple és el cas de la revista científica Nature amb seu a Londres que utilitza l'ortografia d'Oxford. En general els diccionaris anglesos presenten primer les variants que utilitzen -ize.
Fora de la Gran Bretanya, l'ortografia Oxford és l'estàndard de facto de l'ortografia utilitzada en les guies d'estil de les organitzacions internacionals que formen part del Sistema de les Nacions Unides (ONU) com, per exemple, l'Organització Mundial de la Salut, l'Organització Internacional del Treball i la UNESCO. Els tractats de l'ONU i declaracions, com la Declaració Universal de Drets Humans utilitza ortografia Oxford. Altres organitzacions internacionals que s'adhereixen a aquest estàndard són l'Organització Internacional per a l'Estandardització (ISO), l'Organització Mundial del Comerç, l'Organització del Tractat de l'Atlàntic Nord, i la Unió Internacional de Telecomunicacions.

## Comparació d'etiqueta d'idioma
La següent taula resumeix algunes diferències generals d'ortografia entre els tres sistemes ortogràfics més comuns de l'idioma anglès. CAl tenir present que en-GB significa simplement anglès britànic; no especifica sobre l'ús de -ize o -ise. Contràriament, l'etiqueta d'idioma en-GB-OED, requereix l'ús de -ize i -ization.
| en-GB         | en-GB-oed     | en-US         |
| ------------- | ------------- | ------------- |
| analyse       | analyse       | analyze       |
| behaviour     | behaviour     | behavior      |
| centre        | centre        | center        |
| defence       | defence       | defense       |
| globalisation | globalization | globalization |
| realise       | realize       | realize       |